# Edward Watts (Regisseur)
Edward Watts (* im 20. Jahrhundert) ist ein britischer Filmemacher mit dem Fokus auf Dokumentationen.

## Leben
Watts studierte Moderne Geschichte an der University of Oxford. Seit rund zwanzig Jahren ist er als Regisseur und Produzent tätig und dreht weltweit für Film und Fernsehen, wobei er sich häufig in Krisenregionen begibt.
Der gemeinsam mit der syrischen Dokumentarfilmerin und Aktivistin Waad al-Kateab  gedrehte Dokumentarfilm Für Sama über den Syrischen Bürgerkrieg wurde nach fünfjähriger Entstehungszeit 2019 veröffentlicht und erfuhr international große Resonanz. Er wurde weltweit aufgeführt, vielfach ausgezeichnet und nominiert. al-Kateab und Watts wurden bei der 2020 für den Oscar in der Kategorie bester Dokumentarfilm nominiert.
Unter anderem war Für Sama der erste Dokumentarfilm, der in vier Kategorien für die British Academy Film Awards nominiert wurde, er wurde dort als bester Dokumentarfilm ausgezeichnet. Der Film erhielt den schwedischen Guldbagge 2021 als bester ausländischer Film und wurde mit dem Deutschen Menschenrechts-Filmpreis 2020 in der Kategorie Langfilm ausgezeichnet. Bei den British Independent Film Awards 2019 wurde der Film in vier Kategorien ausgezeichnet, darunter auch für die beste Regie. 
Auch frühere Produktionen von Watts erfuhren vielfache Aufmerksamkeit und Auszeichnungen.

## Filmografie (Auswahl)
- 2015: Escape from ISIS
- 2017: Oksijan (Kurzfilm)
- 2019: Für Sama (For Sama)